# Hank Williams
Hiram „Hank” Williams (n. 17 septembrie 1923, Mount Olive⁠(d), comitatul Jefferson, Alabama, SUA – d. 1 ianuarie 1953, Oak Hill⁠(d), Virginia de Vest, SUA) a fost un cântăreț, compozitor și muzician american. Considerat unul dintre cei mai semnificativi și influenți cântăreți și compozitori americani ai secolului al XX-lea, a înregistrat 35 de single-uri (cinci lansate postum) care au ajuns în top 10 în topul Billboard Country & Western Best Sellers, inclusiv 11 care au ajuns pe locul 1 (trei postum).